# مايكل ديجين
مايكل ديجين (بالألمانية: Michael Degen)‏ (و. 1932 – م) هو ممثل، وكاتب عمومي، وممثل مسرحي، وممثل أفلام من ألمانيا . ولد في كيمنتس.

## جوائز
حصل على جوائز منها:
- ميدالية كاينز  [لغات أخرى]‏.

## روابط خارجية
- مايكل ديجين على موقع IMDb (الإنجليزية)
- مايكل ديجين على موقع مونزينجر (الألمانية)
- مايكل ديجين على موقع قاعدة بيانات الأفلام العربية
- مايكل ديجين على موقع ألو سيني (الفرنسية)
- مايكل ديجين على موقع أول موفي (الإنجليزية)
- مايكل ديجين على موقع قاعدة بيانات الأفلام السويدية (السويدية)
- مايكل ديجين على موقع ديسكوغز (الإنجليزية)
- مايكل ديجين على موقع قاعدة بيانات الفيلم (الإنجليزية)
- مايكل ديجين على موقع كينوبويسك (الروسية)